# Pseudouroctonus kremani
Espèce
Pseudouroctonus kremani est une espèce de scorpions de la famille des Vaejovidae.

## Distribution
Cette espèce est endémique d'Arizona aux États-Unis. Elle se rencontre dans le comté de Pima dans les monts Santa Catalina.

## Description
La femelle holotype mesure 32,40 mm et le mâle paratype 24,85 mm.

## Étymologie
Cette espèce est nommée en l'honneur de Michael Kreman.

## Publication originale
- Ayrey & Soleglad, 2015 : « New Analysis of the Genus Pseudouroctonus with the Description of Two New Species (Scorpiones: Vaejovidae). » Euscorpius, no 211, p. 1–53 (texte intégral).